# Gare de Cousance
Gare de Cousance vasútállomás Franciaországban, Cousance településen.

## Vasútvonalak
Az állomást az alábbi vasútvonalak érintik:
- Mouchard-Bourg-en-Bresse-vasútvonal

## Kapcsolódó állomások
A vasútállomáshoz az alábbi állomások vannak a legközelebb:
- Gare de Lons-le-Saunier
- Gare de Saint-Amour